# Let U Go
Let U Go – pierwszy singel André Tannebergera z albumu Dedicated. Został wydany 14 maja 2001 roku i zawiera sześć utworów.

## Lista utworów
| Nr | Tytuł                       | Długość |
| -- | --------------------------- | ------- |
| 1. | Let U Go (Airplay Mix)      | 3:30    |
| 2. | Let U Go (ATB Remix)        | 7:03    |
| 3. | Let U Go (UK Dub Mix)       | 6:46    |
| 4. | Let U Go (Clubb Mix)        | 8:12    |
| 5. | Let U Go (Trisco Remix)     | 6:46    |
| 6. | Let U Go (Wippenberg Remix) | 6:38    |